# Ibou Badji
Ibou Dianko Badji (* 13. Oktober 2002 in Thionck-Essyl) ist ein senegalesischer Basketballspieler.

## Werdegang
Badji wuchs in einem Vorort von Dakar auf und spielte als Jugendlicher Fußball. Mit zunehmender Körpergröße wollte ihn sein Vater bewegen, zum Basketball zu wechseln, was Badji zunächst ablehnte, da es in seinem Stadtteil keinen Basketballplatz gab. Seine Mutter überzeugte ihn mit der Ankündigung, dass er im Basketball größere Erfolgsaussichten haben werde, vom Wechsel der Sportart. Badji wurde später an einer Basketballakademie in Thiès gefördert, sammelte Spielerfahrung bei Aufenthalten in Australien und den Vereinigten Staaten, ehe ihn 2019 der FC Barcelona verpflichtete. Im Dezember 2020 gab Badji seinen Einstand in der Liga ACB. Anfang Oktober 2021 wechselte er per Leihabkommen zu ICG Força Lleida in die zweite spanische Liga.
Im September 2022 wurde er von den Milwaukee Bucks aus der nordamerikanischen National Basketball Association mit einem Vertrag ausgestattet und bei der Mannschaft Wisconsin Herd in der NBA G-League untergebracht. Er bestritt sieben Spiele für die Mannschaft, im November 2022 wurde er von den Portland Trail Blazers mit einem Zweiwegevertrag ausgestattet. Zum Einsatz kam er in der NBA nicht. Portland strich ihn im Oktober 2023 noch vor dem Beginn des Spieljahres 2023/24 aus dem Aufgebot. Badji ging zu Wisconsin Herd zurück. Im November 2023 wurde er erneut von Portland verpflichtet.
Mit dem Beginn der Saison 2024/25 wurde er wieder Spieler von Wisconsin Herd. In 34 Einsätzen für Wisconsin erzielte Badji im Durchschnitt 6,8 Punkte, 5,7 Rebounds sowie 3,4 Blocks. Anfang April 2025 wechselte er zum spanischen Erstligisten CB 1939 Canarias.

### Nationalmannschaft
Bei der U18-Afrikameisterschaft 2020 wurde er mit Senegal Zweiter. Im Laufe des Wettbewerbs erzielte Badji in fünf Spielen im Schnitt 11 Punkte, 13 Rebounds sowie 2,6 Blocks. Mit Senegals Herrennationalmannschaft nahm er 2025 an der Afrikameisterschaft teil.

## Karriere-Statistiken
| Legende | Legende                                        | Legende | Legende                                                     | Legende | Legende                                          |
| ------- | ---------------------------------------------- | ------- | ----------------------------------------------------------- | ------- | ------------------------------------------------ |
| GP      | Absolvierte Spiele (Games played)              | GS      | Spiele von Beginn an (Games started)                        | MPG     | Absolvierte Minuten pro Spiel (Minutes per game) |
| FG %    | Wurfquote aus dem Feld (Field-goal percentage) | 3P %    | Wurfquote Drei-Punkte-Würfe (3-point field-goal percentage) | FT %    | Freiwurfquote (Free-throw percentage)            |
| RPG     | Rebounds pro Spiel (Rebounds per game)         | APG     | Assists pro Spiel (Assists per game)                        | SPG     | Steals pro Spiel (Steals per game)               |
| BPG     | Blocks pro Spiel (Blocks per game)             | PPG     | Punkte pro Spiel (Points per game)                          | FETT    | Karriere-Bestmarke                               |

### NBA

#### Hauptrunde
| Saison  | Team     | GP | GS | MPG  | FG % | 3P % | FT % | RPG | APG | SPG | BPG | PPG |
| ------- | -------- | -- | -- | ---- | ---- | ---- | ---- | --- | --- | --- | --- | --- |
| 2023–24 | Portland | 22 | 1  | 10.3 | .636 | –    | .500 | 2.3 | 0.6 | 0.1 | 0.9 | 1.5 |
| Gesamt  | Gesamt   | 22 | 1  | 10.3 | .636 | –    | .500 | 2.3 | 0.6 | 0.1 | 0.9 | 1.5 |